# Просічка (папір)

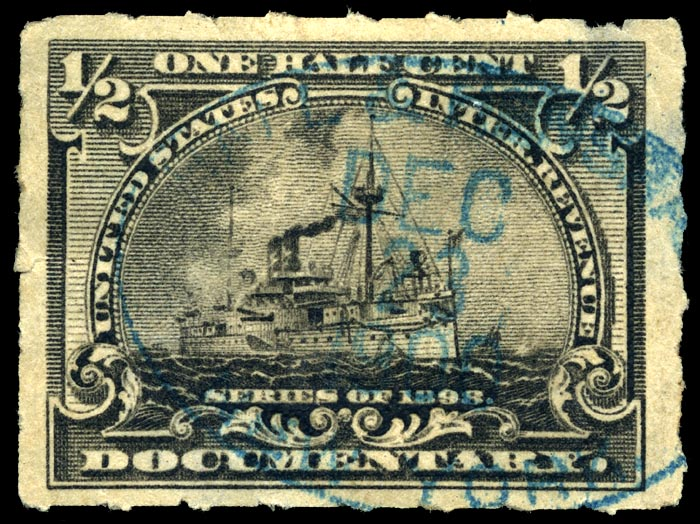
Просічення на фіскальній марці США (1898)

Просічка (англ. rouletting) — результат механічного надрізання паперу або іншого матеріалу за допомогою спеціальних ножів, багато в чому аналогічний перфорації (і тому часто теж називається «перфорацією»), проте не призводить до видалення частинок матеріалу і ставить за мету зниження механічної міцності паперу за певними лініями.

## Історія
Просічка була винайдена в 1848 році Генрі Арчером для перфорування маркових листів, тому також відома як арчерівська просічка (Archer roulette). Її розробка почалася з пробної просічки, для якої був використаний аркуш марок Великої Британії «Червоний пенні» номіналом в 1 пенні випуску 1841 року.

Перший ранок після переходу Швеції з лівого на правосторонній рух[що?]

Приклади арчерівської просічки
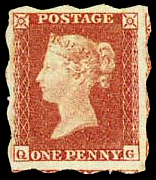
«Червоний пенні» (1841)
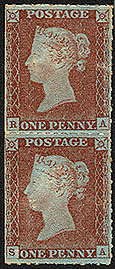
Вертикальна пара «Червоні пенні» (1848)
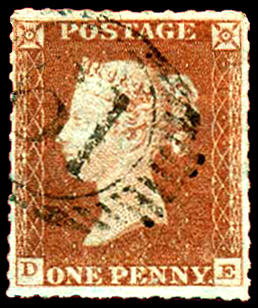
Одиночна марка

## Застосування

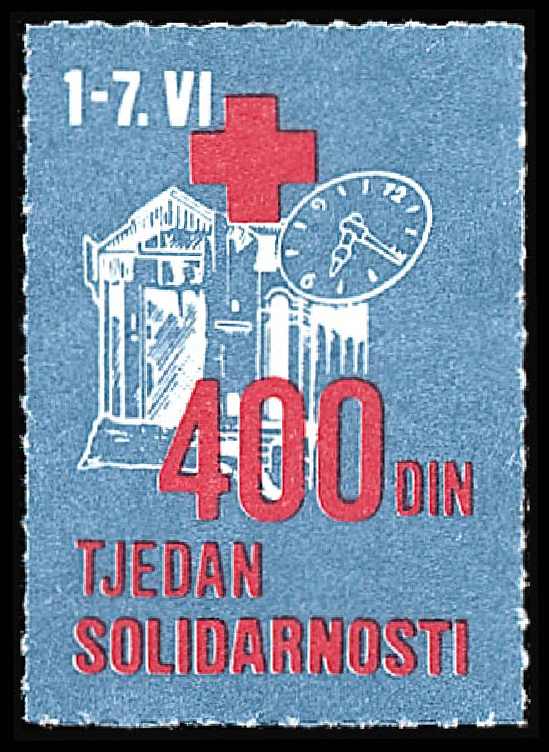
Просічення на віньєтці Червоного Хреста Югославії (1989)

Найчастіше просічка нині зустрічається при виготовленні туалетного паперу та інших засобів гігієни, а також для створення складених по лініях просічок пачок паперу, що застосовуються в принтерах, касових апаратах та інших пристроях, що реєструють, з безперервною подачею паперу (так звана «стрічка з просіченнями»).

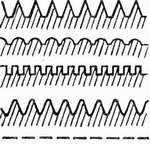
Види ножів для просічки маркового аркуша

Меншою мірою просічка застосовується для виготовлення поштових марок і віньєток, поступившись місцем більш зручним для виробника і більш естетичним для споживача зубцюванням. Просічка була характерна для деяких марок кінця XIX — початку XX століття (Фінляндії, Саксонії, Брауншвейга, пошти Турн-і-Таксис, Данцига, США та ін), особливо ранніх випусків і провізоріїв, що часто виготовлялися в умовах обмежених технічних можливостей (Див., Наприклад, угандійські каурі).

## Види просічки
Просікання буває пунктирною, лінійною, зигзагоподібною та ін. Може бути і кольоровою, тобто виробленою за попередньо надрукованою кольоровою лінією або за допомогою пофарбованих ножів.
У деяких випадках зустрічається комбінована перфорація (зубцювання та просікання), наприклад, на марках Південної Африки 1942 року. В цей час просічка застосовується для самоклеєних марок.

## Примітка
1. ↑  Например, «Филателистический словарь» О. Басина считает просечку видом фигурной перфорации, под которой, в свою очередь, подразумевает перфины; см.:
2. ↑  Станок для порезки туалетной бумаги с возможностью нанесения просечки. spravka.ua; ООО, Умелец. Архів оригіналу за 1 липня 2012. Процитовано 20 червня 2011.
3. ↑  Изготовление промышленных ножей. ООО «УралМашТехноСервис». Архів оригіналу за 13 березня 2012. Процитовано 20 червня 2011. {{cite web}}: Проігноровано невідомий параметр |description= (довідка)